# 泰尔希·梅尔塔宁
泰尔希·梅尔塔宁（芬蘭語：Terhi Mertanen，1981年4月4日—），芬兰女子冰球运动员。她曾代表芬兰参加2002年、2006年和2010年冬季奥林匹克运动会冰球比赛，获得一枚铜牌。